# Kamper Hof

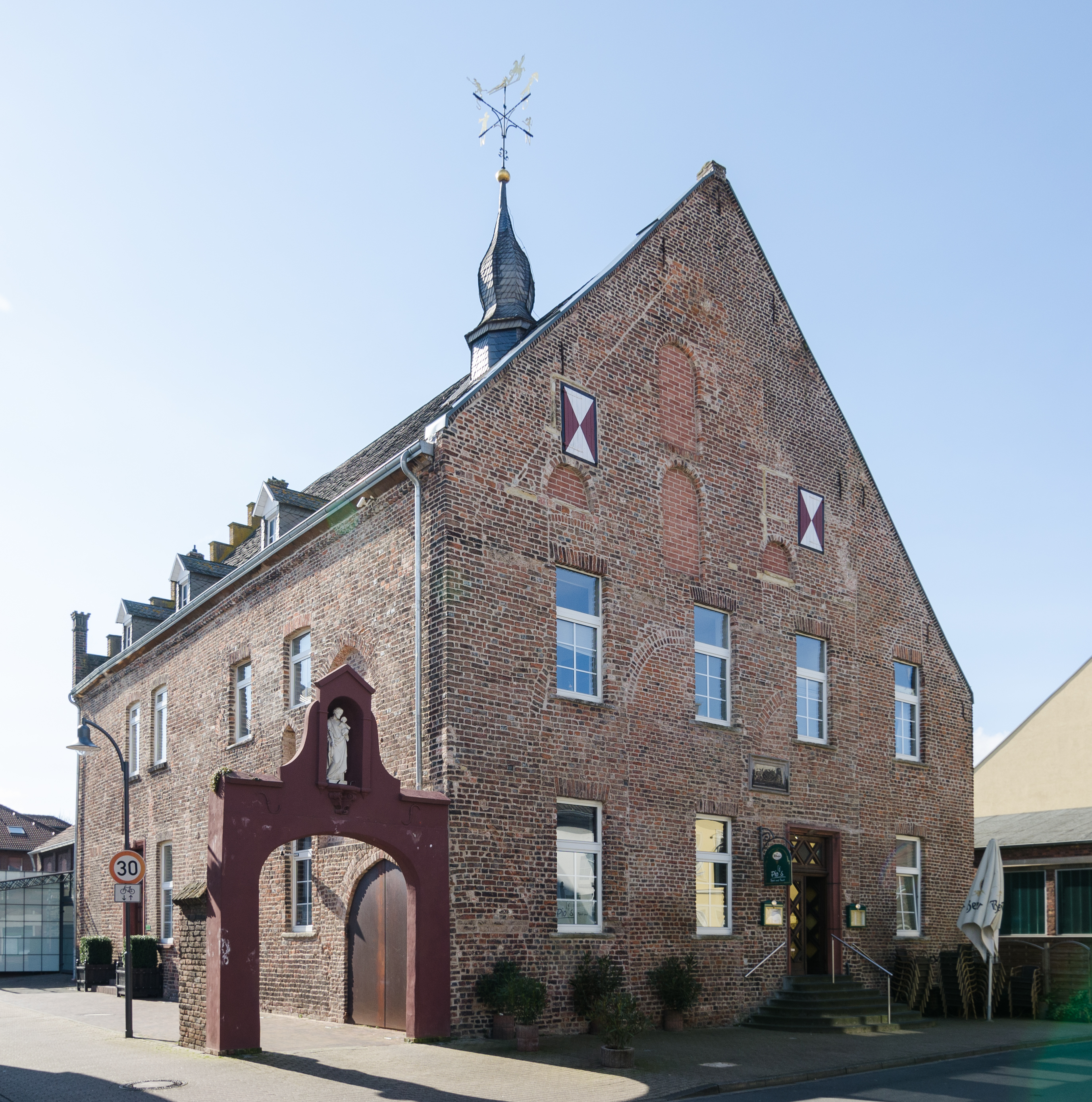
Kamper Hof (März 2016)

Der Kamper Hof, auch Kamperhof oder früher Camper Hof, ist die ehemalige Stadtniederlassung des Zisterzienserordens der Abtei Kamp aus dem 13. Jahrhundert in Rheinberg am Niederrhein in Nordrhein-Westfalen. Sie bestand ursprünglich aus dem Stadthaus, einem Hospiz und einer Kapelle. Von diesen drei Gebäudeteilen ist heute nur noch die mittlerweile denkmalgeschützte Kapelle erhalten.

## Geschichte und Beschreibung
Das Haus und das Hospiz des Kamper Hofs wurden 1295 urkundlich erwähnt, wobei man darauf schließen kann, dass diese kurz nach 1235, nachdem die Abtei Kamp das Inkorporationsrecht für die St.-Peter-Kirche erworben hatte, erbaut worden sind. Zu dieser Zeit, zwischen 1295 und 1296, wurde die Kapelle errichtet. Bei einem großen Stadtbrand am 13. Mai 1494 wurde ein Drittel der Stadt, darunter auch der Kamper Hof, komplett zerstört. Im selben Jahr wurde die Kapelle jedoch wieder neu aufgebaut und 1509 eingeweiht. Nach dem Kunsthistoriker und Denkmalpfleger Paul Clemen handelte es sich ursprünglich um einen einschiffigen Backsteinbau. 1583 besetzte Adolf von Neuenahr Rheinberg und bezog den Kamper Hof als Wohnung. Unter niederländischer Belagerung 1633 während des Achtzigjährigen Kriegs wurde der Kamper Hof ausschließlich als Quartier der Festungsgouverneure genutzt, nur am Anfang durfte noch die katholische Gemeinde für einige Monate in der Kapelle Gottesdienste halten und 1641 konnte ein Raum des Hauses als Schule für die katholischen Kinder genutzt werden. 1678 kehrten die Kamper Mönche zurück und organisierten von Rheinberg aus den Wiederaufbau ihres 1586 unter Adolf von Neuenahr zerstörten Klosters, in welches sie erst um 1700 endgültig wieder zurückkehrten. 1801/1802 wurde der klösterliche Hof säkularisiert, verkauft und ging in Privatbesitz über.
Der Kommerzienrat Underberg sorgte nach 1880 für den Umbau der Kapelle zu Wohnungen und errichtete den östlichen Eingang. Dabei wurde südlich ein zweigeschossiger Backsteinbau von halber Breite des Hauptgebäudes angebaut und mit einem großen Saal ausgestattet. Den so renovierten Kamper Hof übergab er am 23. September 1888 dem Katholischen Gesellenverein, der ihn bis 1954 als Kolpinghaus nutzte. Im März 1987 wurde die ehemalige Kapelle in die Denkmalliste der Stadt Rheinberg aufgenommen und als Baudenkmal mit der Nummer 121 eingetragen. Der Anbau ist nicht denkmalgeschützt.
Bei der ehemaligen Kapelle, dem einzig erhaltenen Teil des Kamper Hofs, handelt es sich um ein giebelständiges Gebäude, das zwei Vollgeschosse und darüber zwei Speichergeschosse besitzt. Im straßenseitigen Sturz befindet sich die Initiale „UA“ für Underberg-Albrecht.
Im Jahr 2012 wurde der Kamper Hof restauriert und in ein Event- und Kongresscenter umgewandelt. Dabei wurden neben der Fassade auch sämtliche Innenräumlichkeiten wie der Festsaal (die ehemalige Kapelle), die Gouverneur-Stube und der Lichthof im Sinne des Denkmalschutzes renoviert.
Während der Restaurierungsarbeiten an der Fassade wurde eine sehr gut erhaltene Pietà aus dem Jahre 1500 entdeckt. Diese soll (Stand 2012) restauriert und durch entsprechende Bebauung sowohl der Öffentlichkeit zugänglich gemacht als auch vor Witterungseinflüssen geschützt werden.